# USS Chester (CA-27)
USS Chester (CA-27) – amerykański krążownik ciężki okresu międzywojennego i II wojny światowej, drugi w kolejności ukończony okręt typu Northampton. Krążownik traktatowy o wyporności standardowej 9006 ton, uzbrojony był w dziewięć dział artylerii głównej kalibru 203 mm i cztery działa kalibru 127 mm.
Zwodowany 3 lipca 1929 roku w Camden, został przyjęty do służby w United States Navy 24 czerwca 1930 roku. W okresie przedwojennym prowadził intensywną działalność szkoleniową, kilkakrotnie uczestniczył w największych corocznych ćwiczeniach marynarki Fleet Problem. Okręt parokrotnie zmieniał obszar operacyjny między Pacyfikiem i Atlantykiem, odbył rejsy do Europy, uczestniczył również w misjach dyplomatycznych, a także eskortował okręt z prezydentem Rooseveltem na pokładzie.
Operując w składzie Floty Pacyfiku, uniknął japońskiego ataku na Pearl Harbor eskortując w tym czasie z USS „Enterprise” (CV-6) w jego misji dostawy samolotów na wyspę Wake. Wciąż pływając potem w składzie Task Force 8, uczestniczył we wszystkich rajdach tego zespołu pierwszej połowy 1942 roku, z wyjątkiem rajdu Doolittle’a, co umożliwiło „Chesterowi” udział w bitwie na Morzu Koralowym. Nie wziął następnie udziału w bitwie pod Midway, uczestniczył za to w kampanii na wyspach Salomona. W 1943 roku wspierał desant na wyspy Gilberta, zaś w następnym roku uczestniczył w bombardowaniach wysp Wake oraz Marcus. W ostatnim roku wojny wspierał lądowanie na Iwo Jimie. Po zakończeniu wojny na Pacyfiku, do 1959 roku pozostawał w rezerwie, po czym został zezłomowany.

## Budowa i konstrukcja
Podpisany 6 lutego 1922 roku traktat waszyngtoński zawiesił na 20 lat produkcję nowych pancerników i zmusił United States Navy do przerwania budowy 11 pancerników i krążowników linowych, pod które położono już stępki w amerykańskich stoczniach prywatnych i państwowych. Jako że umowa zezwalała na budowę jednostek innych klas, lecz nie większych niż o wyporności 10 000 ton standardowych z artylerią główną o kalibrze nie większym niż 8 cali (203 mm), niejako zmuszała konstruktorów do opracowywania możliwie najsilniejszych jednostek mieszczących się w tych ramach.
W latach 20. marynarka amerykańska udzieliła więc serii kontraktów na najpierw na budowę krążowników typu Pennsacola, a następnie korzystając z nabytych dzięki nim doświadczeń, ich ulepszonej wersji – zwłaszcza w zakresie opancerzenia – w postaci typu Northampton. Budowę okrętu który otrzymał później nazwę USS „Chester” (CL-27), powierzono stoczni New York Shipbuilding w Camden w stanie New Jersey. Jego budowa została jednak przyznana tej stoczni w rezultacie nielegalnej zmowy trzech stoczni zdolnych do budowy ciężkich okrętów, które w sekrecie uzgodniły ze sobą swoje oferty przetargowe, tak aby każda z nich mogła skorzystać z dużych środków finansowych przeznaczanych na program tych okrętów przez marynarkę.
Chester był pierwszym okrętem swojego typu pod który położono stępkę, 6 marca 1928 roku, wszedł jednak do służby 24 czerwca 1930 roku – miesiąc po swoim okręcie siostrzanym USS „Northampton” (CL-26).

### Kadłub
Okręt został zaprojektowany w projekcie o numerze 329, jako jednostka o długości (LOA) 600 stóp (182,95 metra) i długości na linii wodnej (LWL) 582 stopy (177 metrów) oraz maksymalnej szerokości 66 stóp (20,11 metra), przy wyporności standardowej 9006 ton, przy czym wyporność pełna wynosiła 10 965 ton. Średnica taktyczna jednostki wynosiła 750 jardów (685,8 metra) przy prędkości 20 węzłów. Przy konstrukcji „Chestera” przyjęto koncepcję całkowicie płaskiego pokładu z wysoko podniesioną dziobówką, co zapewnić miało lepszą dzielność morską.
Wyporność okrętu była wynikiem przeszacowania wyporności na etapie projektowym – skutkiem dążenia do minimalizacji wyporności celem zmieszczenia jej w limicie traktatowym, zaprojektowano jednostkę o zbyt małej wyporności. Rezultatem niewłaściwych szacunków na tym etapie, było niewykorzystanie pełnej dopuszczonej traktatem wyporności przy jednocześnie zbyt słabym opancerzeniu, a także zbyt duża wysokość metacentryczna co powodowało zbyt krótkie i głębokie przechyły.

### Napęd okrętu
W toku prac nad koncepcją okrętu, dla amerykańskich konstruktorów szybko stało się oczywiste, że jednostka o wyporności do 10 000 ton, zdolna osiągnąć prędkość 35 węzłów – nawet uzbrojona w 12 dział 203 mm, szybko może zostać unieruchomiona, nawet pojedynczym pociskiem niszczyciela. Poświęcono wobec tego zarówno prędkość, jak i uzbrojenie „Chester”, na rzecz zwiększenia opancerzenia jednostki.
Siłownia jednostki wyposażona była w osiem kotłów wodnorurkowych White-Forster, z których para napędzała cztery turbiny systemu Parsonsa o mocy wyjściowej 107 000 shp, za pośrednictwem przekładni i czterech wałów przekazujące energię dla czterech śrub okrętowych. Łączna waga maszynowni w stanie suchym wynosiła 1945,25 długich ton, przy czym przy wyporności pełnej, waga maszynowni „mokrej” wynosiła 2161 ton. Waga wszystkich płynów maszynowni sięgała 168,8 ton, gdzie 7,2 tony stanowiła waga olejów smarowych przy wyporności normalnej i 10,8 ton przy wyporności pełnej. Przy wyporności normalnej, zapas paliwa okrętu wynosił 1416,7 ton, w wyporności pełnej zaś 2125 ton. Przy dużej długości jednostki, zdecydowano się umieścić zbiorniki paliwa okrętu wzdłuż przednich magazynów amunicji. W tym czasie paliwo było co do zasady uważane jeszcze za potencjalnie łatwopalne, w związku z czym ryzykowne w tej lokalizacji, rozwiązanie to zostało jednak zaakceptowane. Jedyną bowiem alternatywą dla niego było umieszczenie zbiorników paliwa na dziobie i rufie okrętu, co skutkowałoby nieakceptowalnymi naprężeniami kadłuba.
Kształt kadłuba jednostki oraz konfiguracja jego siłowni z urządzeniami maszynowni, zapewniały jej według projektu możliwość pływania z prędkością do 32,5 węzła oraz zasięg 10 000 mil morskich przy prędkości 15 węzłów.

### Uzbrojenie
Na okręcie zastosowano dziewięć dział 203 mm L/55, umieszczonych po trzy w trzech wieżach – dwóch w superpozycji na dziobie, trzeciej na rufie. Podobnie jak w innych marynarkach zdecydowano się na zastosowanie największego dopuszczonego traktatem kalibru, nie brakowało jednak krytyków takiego rozwiązania, podnoszących że działa tej wielkości są bezwartościowe – zbyt małe aby zagrozić ciężkim okrętom linowym i zbyt powolne do działań przeciwko niszczycielom i mniejszym krążownikom. Problemowi temu postanowiono jednak zaradzić przez zastosowanie zasilanych wież z elektrycznym systemem ładowania amunicji, co jednak odbyło się kosztem znacznego wzrostu masy wieży.
Artyleria pomocnicza w chwili ukończenia okrętu składała się z czterech uniwersalnych dział 127 mm Mark 13 (5" /25) o kącie podniesienia 85°, co czyniło z nich doskonałą broń przeciwlotniczą. W jednostkach typu Pensacola, system kontroli ognia był całkowicie zdecentralizowany, z dalmierzem przy układzie kontroli ognia każdej wieży – zalety ochronne takie rozwiązania były jednak całkowicie niweczone przez scentralizowany główny system rozdzielczy. W konstrukcji USS „Chester” zaradzono temu przez duplikację każdego systemu.
„Chester” został początkowo wyposażony w dwie potrójne wyrzutnie torped kalibru 533 mm Mark XI. W 1930 roku jednak, podjęto generalną decyzje o wycofaniu aparatów torpedowych z pokładów krążowników, uważano bowiem że jednostki te nie będą wchodziły w kontakt bojowy z okrętami przeciwnika na dystansach umożliwiających skuteczne użycie torped. Sugerowano się jednak także ryzykiem stwarzanym przez głowice torpedowe na pokładzie, w przypadku trafienia pociskiem przeciwnika w wyrzutnię, a także możliwością zaoszczędzenia na wadze okrętu i rodzącą się ze stąd możliwością zaopatrzenia jednostki w dodatkowe pociski artylerii 203 mm, co w warunkach wojennych umożliwiłoby zaopatrzenie okrętu w łącznie 1400 pocisków tego kalibru. W zamian „Chester” otrzymał radar dozoru CXAM, co razem z bardzo dobrymi w roli przeciwlotniczej działami 5" /25, wzmacniało zalety okrętu w roli eskorty lotniskowców.

### Ochrona bierna okrętu
Do opancerzenia okrętu wykorzystano produkowaną w hutcie Carnegie Steel stal pancerną STS. Podobnie jak we wszystkich amerykańskich krążownikach począwszy od „Pensacoli” (CA-24), główny pas pancerny rozciągał się nad maszynownią, węższy pas znajdował się nad przednimi magazynami amunicji, okręt wyposażony był również wewnętrzny pas w tylnej części jednostki. Wieże artylerii głównej opancerzone były w pancerz czołowy, opancerzenie płaszczyzny szczytowej oraz pancerz boczny i ściany tylnej. Główny pas pancerny o szerokości 15 stóp (4,57 metra) miał grubość 3 do 3,75 cala (76 do 95 mm), magazyny amunicji chronione były pancerzem 2,5 cala (63,5 mm), maszynownia zaś 1,5 cala (38 mm). Pokład jednostki opancerzony był pancerzem o grubości 1 cala (24,5 mm), którego grubość nad magazynami zwiększała się do 2 cali (50,8 mm), barbety zaś chronione były pancerzami 1,5 cala (38 mm). Wieże opancerzone były odpowiednio 2,5/1,5/0,75 cala (53,5/38/19 mm). Łączna waga opancerzenia wynosiła 547,1 tony.
W odróżnieniu od marynarki brytyjskiej, a podobnie jak wszystkie inne marynarki zachodnie, US Navy nie zapewniła swoim krążownikom traktatowym bąbli przeciwtorpedowych. Amerykanie uznali bowiem, że na jednostkach tej wielkości systemy ochronne tego rodzaju nie zapewniają koniecznej głębokości dla zapewnienia efektywności przeciwko eksplozjom podwodnym coraz większych głowic torpedowych. W „Chesterze” jednak magazyny amunicji zostały podniesione wysoko, ponad linię wodną, celem zapewnienia pewnej ich ochrony przeciw eksplozjom podwodnym. Zmniejszenie liczby wież artyleryjskich z czterech do trzech umożliwiło natomiast wprowadzenie wewnętrznych podziałów dużych pomieszczeń kotłów.

### Wyposażenie lotnicze

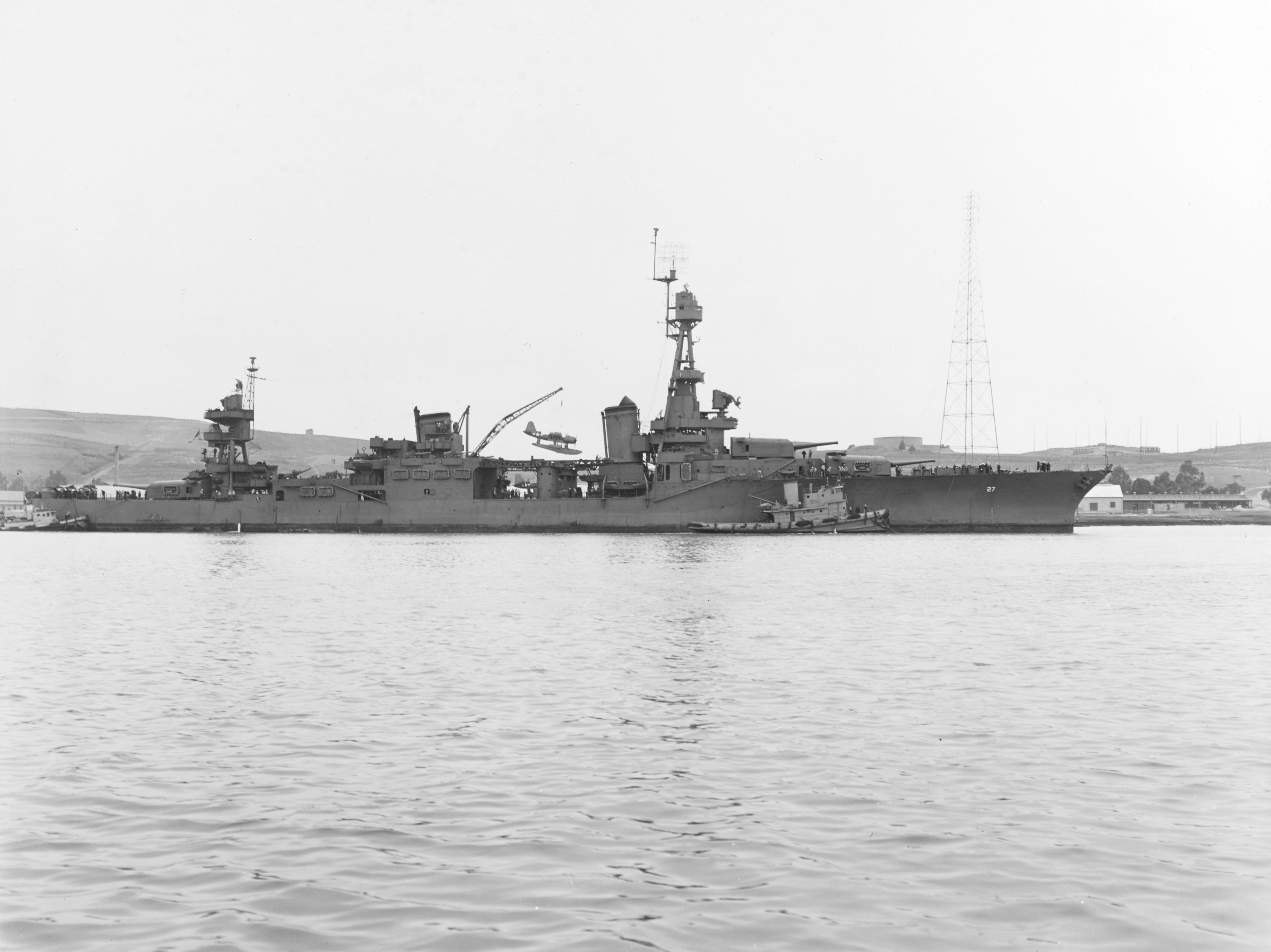
Moment podnoszenia z wody jednego z okrętowych samolotów rozpoznawczych Vought OS2U Kingfisher za pomocą pozostającego na wyposażeniu „Chestera” dźwigu pokładowego

Duża przestronność okrętu spowodowała, iż jednostka została wyposażona w sporych rozmiarów hangar między dwoma kominami, zdolny do pomieszczenia dwóch samolotów rozpoznawczych, oraz dwie rampy startowe dla nich. Początkowo były to cztery samoloty Vought O3U Corsair, które zostały później zastąpione nowocześniejszymi Curtiss SOC Seagull. Okręt otrzymał wprawdzie cztery samoloty, możliwość jednak przenoszenia samolotów na rampach startowych sprawiała jednak, że w rzeczywistości mógł przenosić sześć maszyn. Same hangary zapewniały przestrzeń do przechowywania samolotów i dokonywania ich napraw, bez narażania maszyn i ich obsług na wpływ złych warunków atmosferycznych, a także zapewniały ochronę przed działaniem fali uderzeniowej podczas strzelań artyleryjskich. Okręt mógł zabrać 24,5 tony benzyny lotniczej, umieszczonej w zbiornikach na dziobie poniżej linii wodnej, z jej przewodami paliwowymi biegnącymi wzdłuż, na zewnątrz kadłuba.

### Warunki socjalne
Przestrzeń życiowa załogi „Chestera” została zwiększona o 15 procent względem jednostek typu Pensacola, okręt był też jednym z pierwszych dużych amerykańskich okrętów, w których koje zastąpiły stosowane dotąd hamaki. Nie bez znaczenia w przypadku chęci zapewnienia godziwych warunków socjalnych był fakt, że marynarka amerykańska oparta była na służbie dobrowolnej, i tradycyjnie borykała się z dużym odsetkiem dezercji oraz z problemami w naborze kandydatów. Toteż osobisty komfort członków załogi stanowił istotną kwestię przy konstrukcji okrętów, które przez większość czasu służyć przecież miały w czasach pokoju.
Przestronność jednostek typu Northampton powodowała, że jednostki te bardzo dobrze nadawały się do roli okrętów flagowych. Z tego powodu „Chester” – podobnie jak dwie pozostałe z trzech pierwszych jednostek typu – został zbudowany jako okręt flagowy dywizjonu, podczas gdy pozostałe trzy (CA 29–31) jako okręty flagowe floty, z przestrzenią odpowiednią dla admirałów i członków ich sztabów.